# Duke University
Duke-Universiteit (Engels: Duke University, DU) is een Amerikaanse prestigieuze particuliere universiteit in Durham, North Carolina. De onderwijsinstelling werd oorspronkelijk opgericht in 1838 als de Brown School. Vanwege een gift van vele miljoenen dollars door de steenrijke industrieel James Buchanan Duke in 1924, verkreeg de universiteit zijn huidige naam.
Vanaf de jaren 70 begon Duke zijn vooraanstaande reputatie, zowel nationaal als internationaal. te versterken. Sindsdien wordt Duke gerekend tot de allerbeste universiteiten in de Verenigde Staten en daarbuiten. Toelating tot Duke wordt door U.S. News & World Report gedefinieerd als "zeer selectief". Duke ontvangt bijna 40.000 aanmeldingen tot inschrijving per jaar, waarbij minder dan 8% daadwerkelijk worden toegelaten. Het draagt de officieuze titel van Southern Ivy.

## Geschiedenis
Duke opende voor het eerst haar zijn deuren in 1838 als Brown's Schoolhouse, een particuliere school die werd opgericht in Randolph County in de huidige stad Trinity. Brown's Schoolhouse, georganiseerd door de Union Institute Society, een groep Methodisten en Quakers, werd de Union Institute Academy in 1841. De academie werd omgedoopt tot Normal College in 1851 en vervolgens tot Trinity College in 1859 vanwege de steun van de Methodist Church. In 1892 verhuisde Trinity College naar Durham, grotendeels dankzij de vrijgevigheid van Julian Carr en Washington Duke, machtige en gerespecteerde methodisten die rijk waren geworden door de tabaks- en elektrische industrie. Carr schonk in 1892 land voor de oorspronkelijke campus van Durham, die nu bekend staat als East Campus. Tegelijkertijd gaf Washington Duke de school $ 85.000 als initiële schenking en dekking van bouwkosten - later versterkte hij zijn vrijgevigheid met drie afzonderlijke bijdragen van $ 100.000 in 1896, 1899 en 1900 - met de voorwaarde dat het college zijn deuren voor vrouwen opent om ze op gelijke voet met mannen te krijgen.
James Duke, de zoon van Washington Duke, richtte in 1924 een trustfonds op met een waarde van 40 miljoen dollar. De inkomsten uit het fonds zouden worden verdeeld over ziekenhuizen, weeshuizen, de Methodist Church en vier hogescholen (waaronder Trinity College). William Preston Few, de toenmalige president van Trinity, stond erop dat de instelling omgedoopt zou worden tot Duke University om de vrijgevigheid van de familie te eren en om de onderwijsinstelling te onderscheiden van de talloze andere hogescholen en universiteiten die de naam "Trinity" droegen. Aanvankelijk dacht James Duke dat de naamswijziging zou overkomen als zelfingenomen, maar uiteindelijk accepteerde hij het voorstel van Few als eerbetoon zijn vader.
Door het geld van de schenking kon de universiteit snel groeien. Duke's oorspronkelijke campus, East Campus, werd herbouwd van 1925 tot 1927 met gebouwen in Georgische stijl. In 1930 waren de meeste gebouwen in gotische stijl op de campus voltooid, en de bouw op West Campus culmineerde in de voltooiing van Duke Chapel in 1935. De campus van Duke omvat 256 gebouwen op ruim 35 km2 land, waarvan circa 80% Duke Forest beslaat.
Overigens overleed James Duke in 1925 en heeft hij zodoende de voltooiing van de Duke-universiteit nooit meegemaakt.

## Ranglijsten
Duke University behoort tot de topuniversiteiten van de Verenigde Staten. Het stond op de 5e plaats in de Wall Street Journal  en Times Higher Education College Rankings (THE) in 2021. Duke werd door dezelfde ranglijsten op de tweede plaats gezet als studentenbeoordelingen werden meegenomen. Wereldwijd werd de Duke University op de 22e plaats gezet door US News & World Report.
In 2016 plaatste The Washington Post Duke op nummer 7 overall op basis van het geaccumuleerde gewogen gemiddelde van de ranglijsten van US News & World Report, Washington Monthly, Wall Street Journal / Times Higher Education, Times Higher Education (wereldwijd), Money en Forbes.

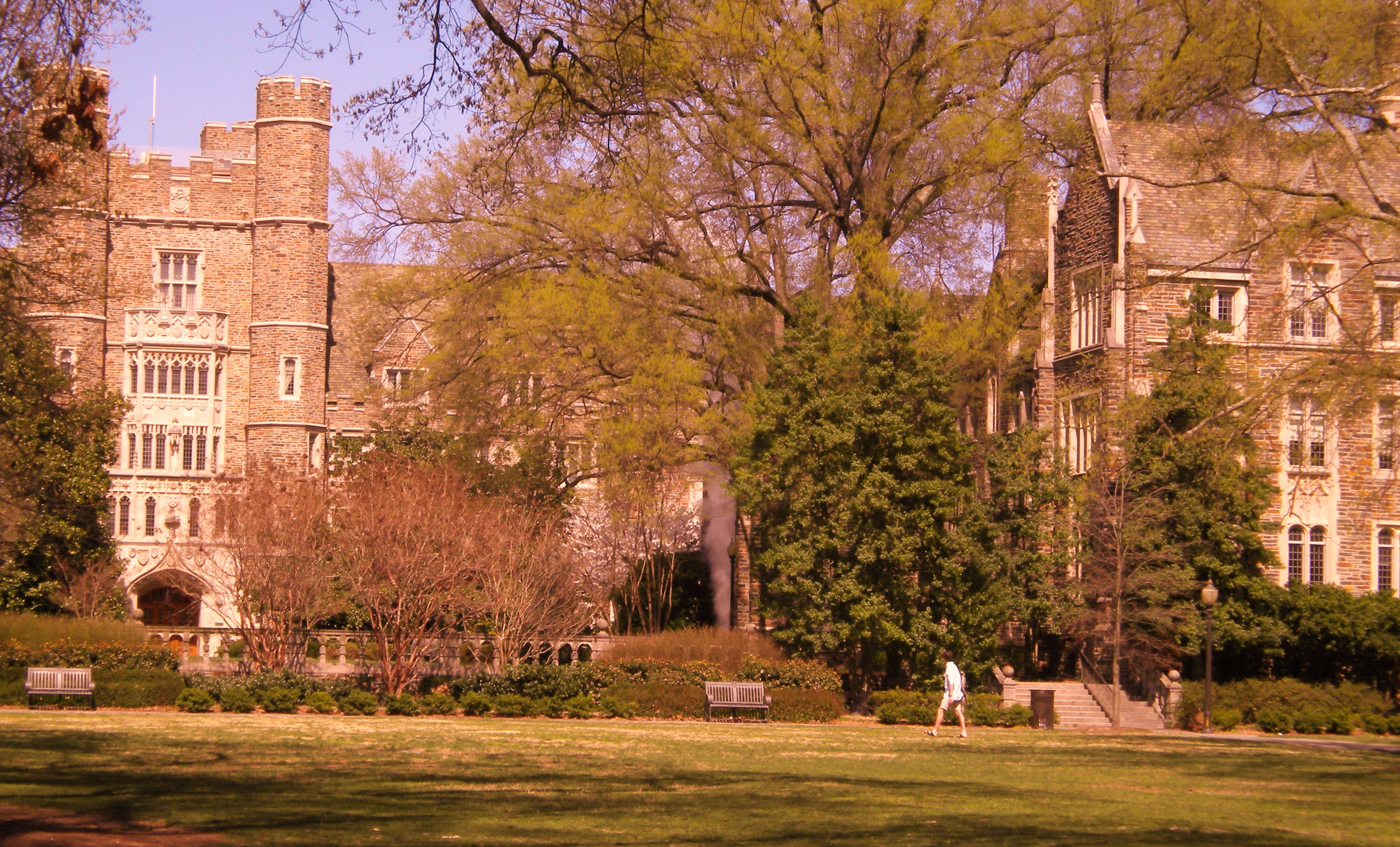
Binnenplaats campus Duke-universiteit

Duke heeft een sterke positie als het gaat over onderzoek- en onderwijs in de gezondheidszorg. De School of Nursing wordt algemeen beschouwd als de allerbeste van de VS als het gaat over master en doctoraal diploma's in de verplegingswetenschappen. Samen met de School of Medicine vormen ze het Duke Health departement. De eerder genoemde geneeskundeopleiding behoort wereldwijd tot de meest vooraanstaande instelling met betrekking tot patiëntenzorg en (bio)medisch onderzoek in het land en is consequent te vinden in de nationale top 10 van beste opleidingen. Belangrijk onderdeel hiervan is het academisch ziekenhuis dat verbonden is aan de universiteit, Duke University Hospital, die structureel gerekend kan worden tot de top 20 van beste ziekenhuizen van de ongeveer 5.700 ziekenhuizen die de VS heeft.
Daarnaast heeft Duke een vooraanstaande School of Law. De rechtenstudie van Duke wordt gezien als een van de beste faculteiten in de Verenigde Staten en laat maar ongeveer 20 procent van de kandidaten toe. De rechtenfaculteit is een van de zogenaamde 'T14', dat wil zeggen faculteiten die consequent in de top 14 hebben gestaan, en hier nooit buiten zijn gevallen, sinds U.S. News & World Report begon met het publiceren van ranglijsten.
Ook de Business School en de School of Engineering van Duke worden gezien als de absolute top.

## Studenten en medewerkers
Bekende studenten en medewerkers van Duke zijn onder andere:
- John Cocke (B.S., 1946, Ph.D, 1956), informaticus
- Jim Ellis, stichter van Usenet
- Bruno Foà, econoom
- Melinda Gates (1986, M.B.A 1987), medeoprichter van de Bill & Melinda Gates Foundation
- David M. Rubenstein, stichter van The Carlyle Group
- Kathy Rudy, hoogleraar vrouwenstudies en ethiek
- Charles Townes, natuurkundige
- Rick Wagoner, CEO van General Motors
- Alexi Murdoch, singer-songwriter
- Fredric Jameson, literatuurcriticus en marxistisch theoreticus
- Paul Jeffrey, jazzsaxofonist en arrangeur
- Ingrid Daubechies, Vlaams fysica en wereldautoriteit op het gebied van wavelets

Botanici
- Frank Almeda (Ph.D. in 1975)
- Thomas Daniel (B.A. in 1975)
- John MacDougal (Ph.D. in 1984)
- Lucinda McDade (Ph.D. in 1980)
- Jeffrey Palmer (Ph.D. in 1981 aan Stanford University), v.a. 1983 postdoc op Duke
- Harold Robinson (Ph.D. in 1960)

Politiek
- Elizabeth Dole (1958), senator van North Carolina en vrouw van oud-presidentskandidaat Bob Dole
- Ricardo Lagos (Ph.D. 1960), derde President van Chili
- Richard Nixon (J.D 1937), 37ste president van de Verenigde Staten

Sporters
- AJ Griffin basketballer bij de Atlanta Hawks
- Shane Battier, basketballer bij de Miami Heat
- Chris Duhon, basketballer bij de Orlando Magic
- Mike Dunleavy, basketballer bij de Chicago Bulls
- Gerald Henderson, basketballer bij de Charlotte Bobcats
- Kyrie Irving, basketballer bij de Cleveland Cavaliers
- Dahntay Jones, basketballer bij de Indiana Pacers
- Corey Maggette, basketballer bij de Milwaukee Bucks
- Josh McRoberts, basketballer bij de Indiana Pacers
- Ibtihaj Muhammad, olympisch schermster
- Joe Ogilvie, golfer op de PGA Tour
- J.J. Reddick, basketballer bij de Orlando Magic
- Kyle Singler, basketballer bij de Detroit Pistons
- Nolan Smith, basketballer bij de Portland Trail Blazers
- Shelden Williams, basketballer bij de New York Knicks
- Jayson Tatum, basketballer bij de Boston Celtics
- Zion Williamson, basketballer bij de New Orleans Pelicans